# Bacescomysis tattersallae
Bacescomysis tattersallae är en kräftdjursart som först beskrevs av Mihai Bacescu 1971.  Bacescomysis tattersallae ingår i släktet Bacescomysis och familjen Petalophthalmidae. Inga underarter finns listade i Catalogue of Life.